# La Certosa-sziget

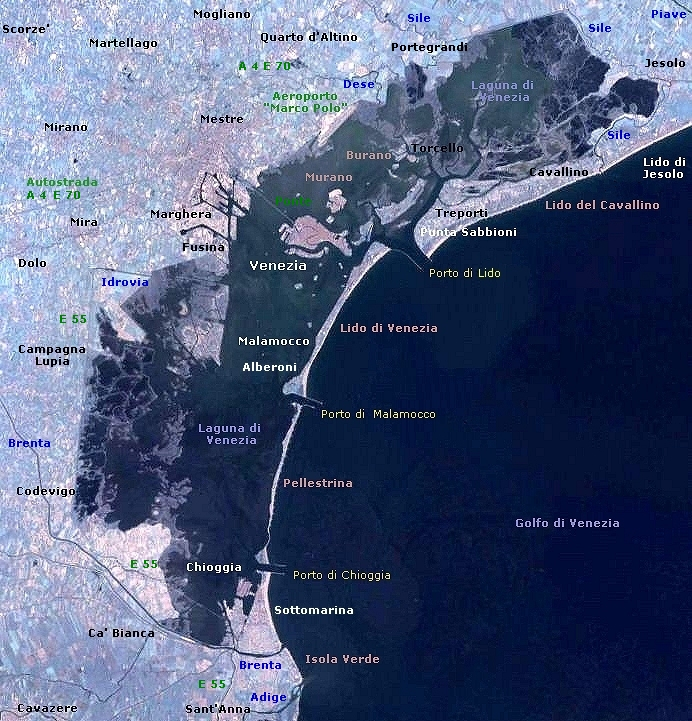
A Velencei-lagúna szigetei

La Certosa szigete (olaszul L'Isola della Certosa, velencei nyelven Ła Certoxa) a Velencei-lagúna szigeteinek egyike. Le Vignole és a Castello között helyezkedik el körülbelül 16 hektárnyi területen. Velence közigazgatása alá tartozik.

## Története
A történelem során több szerzetesrend otthona is volt: 1199-1419 között az ágoston-rend lakta, majd 1422-1797 között a szigorú karthauziaknak állt itt remetekolostora. Ez utóbbiról nyerte elnevezését maga a sziget is.
A Velencei Köztársaság bukása után a franciák elfoglalták, s a szerzetesek művészi kincsekben gazdag kolostora a napóleoni invázió áldozatául esett.
A 20. században katonai bázisként működött, robbanószergyárát 1968-ban szüntették meg. Helyén ma nyilvános park van.

## Fordítás
- Ez a szócikk részben vagy egészben  az   Isola della Certosa című olasz Wikipédia-szócikk fordításán alapul.  Az eredeti cikk szerkesztőit annak laptörténete sorolja fel. Ez a jelzés csupán a megfogalmazás eredetét és a szerzői jogokat jelzi, nem szolgál a cikkben szereplő információk forrásmegjelöléseként.

## Külső hivatkozások
- Információk a lagúnáról
- Google Maps térképe
- MILVa - Interaktív térkép a Velencei lagúnáról
- Comune di Venezia, Tematikus kartográfia Velence lagúnájáról
- Archív felvételek a Velencei lagúnáról